# 심부정맥
심부정맥(深部靜脈, Deep vein)은 몸 속 깊은 곳에 위치한 정맥이다. 이는 신체의 표면 부근에 위치한 표재성 정맥과는 반대의 개념이다.
심부정맥은 넙다리동맥 옆에 있는 넙다리정맥처럼 대부분 같은 이름을 가진 동맥 옆에 위치한다. 이들은 거의 대부분의 혈액을 운반한다. 심부정맥의 폐색은 생명을 위협할 수 있으며 혈전증으로 인해 자주 발생한다. 혈전증에 의한 심부정맥의 폐색을 심부정맥 혈전증이라고 한다.
몸 깊숙한 곳에 위치하기 때문에, 심부정맥은 수술하기 어렵다.

## 종류
- 속목정맥

### 상지
- 위팔정맥
- 겨드랑정맥
- 빗장밑정맥

### 하지
- 넙다리정맥[1]
- 오금정맥
- 정강정맥
- 종아리정맥